# Yussuf Poulsen
Yussuf Yurary Poulsen (ur. 15 czerwca 1994 w Kopenhadze) – duński piłkarz tanzańskiego pochodzenia, występujący na pozycji napastnika w niemieckim klubie RB Leipzig oraz w reprezentacji Danii. Uczestnik Mistrzostw Świata 2018 oraz Mistrzostw Europy 2020 i 2024. Został powołany na Mistrzostwa Świata 2022, jednak nie wystąpił w żadnym spotkaniu.

## Lata młodości
Jest synem Tanzańczyka i Dunki, ma dwóch braci i dwie siostry. Jego ojciec pływał na kontenerowcach kursujących między Afryką a Danią, a później zamieszkał w Kopenhadze. W 1999 roku zmarł na raka.

## Kariera klubowa
Poulsen rozpoczął karierę w BK Skjold jako obrońca. Na początku 2010 został zawodnikiem Lyngby BK. Jesienią 2011 zadebiutował w pierwszym zespole tego klubu, a w marcu 2012 przedłużył kontrakt z klubem do lata 2014. W sezonie 2011/2012 wystąpił w 5 meczach, a klub zajął przedostatnie miejsce i spadł z ligi. W kolejnym sezonie strzelił 11 goli w 30 spotkaniach, a klub zakończył rozgrywki na czwartej pozycji. W lipcu 2013 podpisał czteroletni kontrakt z RB Leipzig.

## Kariera reprezentacyjna
Poulsen grał w młodzieżowych kadrach Danii od U-16 do U-21. Z tą ostatnią grał na mistrzostwach Europy w 2015, na których wystąpił w 4 meczach, a Duńczycy odpadli w półfinale.
W seniorskiej reprezentacji Danii zadebiutował 11 października 2014 w zremisowanym 1:1 meczu z Albanią. 3 czerwca 2018 znalazł się w grupie 23 zawodników powołanych na mistrzostwa świata. Na mundialu wystąpił we wszystkich trzech meczach grupowych: wygranym 1:0 z Peru, w którym strzelił gola, zremisowanym 1:1 z Australią i bezbramkowym z Francją, po których Duńczycy zajęli drugie miejsce w grupie i awansowali do ⅛ finału, gdzie zagrali z Chorwacją. Poulsen wystąpił w tym spotkaniu, jednakże Dania odpadła po serii rzutów karnych (mecz zakończył się wynikiem 1:1).
25 maja 2021 znalazł się wśród 26 zawodników powołanych na Euro 2020. Na mistrzostwach wystąpił we wszystkich trzech meczach grupowych: przegranym 0:1 z Finlandią, przegranym 1:2 z Belgią, w którym strzelił gola już w drugiej minucie spotkania; był to jeden z najszybciej strzelonych goli w historii mistrzostw Europy (wcześniej strzelił tylko Dmitrij Kiriczenko w starciu z Grecją w 2004 roku), a także w wygranym 4:1 z Rosją, w którym również strzelił gola. Dania zakończyła rozgrywki grupowe na drugim miejscu i awansowała do ⅛ finału.